# Jennifer Madu
Jennifer Madu (Estados Unidos, 23 de septiembre de 1994) es una atleta nigeriana de origen estadounidense especializada en la prueba de 100 m, en la que consiguió ser campeona mundial juvenil en 2011.

## Carrera deportiva
En el Campeonato Mundial Juvenil de Atletismo de 2011 ganó la medalla de oro en los 100 metros lisos, con un tiempo de 11.57 segundos que fue su mejor marca personal, por delante de su compatriota Myasia Jacobs y de la jamaicana Christania Williams (bronce con 11.63 segundos).
Posteriormente a este campeonato mundial juvenil, se nacionalizó como nigeriana, y a este país representó en los Juegos Olímpicos de Río 2016.